# Gerrit Corver
Gerrit Corver (Amsterdam, 26 maart 1690, een dag later gedoopt – Velsen, 10 oktober 1756), heer van Velsen, was tien maal burgemeester van Amsterdam. Hij was de kleinzoon van Joan Corver. Corver had een goede naam bij hoge ambtenaren en diplomaten. Hij schijnt niet corrupt te zijn geweest.
Gerrit Corver werd geboren in Huis Bartolotti, waar zijn ouders Agnes Hasselaer (1668-1710) en Nicolaes Corver (1661-1692) woonden. Corver studeerde nooit, maakte geen grand tour en was nooit lid van de vroedschap. Hij werd in 1707 aangesteld bij de Stadsbank van Lening (Amsterdam); in 1716 werd hij schepen, in 1721 lid van de Raad van State; was directeur van de Sociëteit van Suriname tussen 1738 en 1750.
Door een reeks van sterfgevallen in de familie werden enorme bedragen aan het vermogen van Gerrit Corver toegevoegd. Hij was eigenaar van Waterland, dat hij verkocht  en van Watervliet, een van de fraaiste buitens van Holland, tussen Velsen en Beverwijk. Hij bewoonde Herengracht 456 in de Gouden Bocht en 539 aan de andere kant van de Vijzelstraat.
Corver trouwde in 1714 met Margaretha Munter, dochter van Cornelis Munter en Maria Piso. Hun enige dochter, Maria Margaretha, trouwde in 1742 met Jan Hooft (1719–1744) en hertrouwde in 1747 Nicolaes Geelvinck. In 1748 werd Corver geremoveerd als burgemeester door toedoen van Mattheus Lestevenon, mogelijk in verband met dit huwelijk.
- Biografisch Portaal: 01322109
- Digitale Bibliotheek voor de Nederlandse Letteren: corv006
- International Standard Name Identifier: 0000 0003 8849 473X
- Nederlandse Thesaurus van Auteursnamen: 070404194
- Virtual International Authority File: 281641125
- WorldCat: E39PBJfh9VPVw8FQk7kdJdt9Xd